# Tid til gensyn
|  | Denne artikel er oprettet af botten PalnaBot ud fra en ekstern database. Den kan derfor have sproglige fejl eller mangler. Denne skabelon kan fjernes efter kontrol af indholdet. |

Tid til gensyn er en film instrueret af Katrine Kjærgård.

## Handling
En fortælling i virkeligheden. Et portræt af en særlig ven. En film om identitet, nysgerrighed og afstand